# Рескю Инк
„Рескю Инк“ или „Рескю Инк без граници“ (на английски: Rescue Ink, Rescue Ink Unleashed) е риалити сериал, пуснат на 25 септември 2009 г. по National Geographic Channel. Разказва за базирана в Ню Йорк организация за правата на животните, „Рескю Инк“ („Татуирани спасители“), група от физически силни и много татуирани рокери, които се сражават срещу жестокостта с животните и помагат на животни в нужда. Организацията използва агресивен стил в границите на закона за да засрами и накара лошите стопани да променят отношението към любимците, а където те са в тежко състояние, групата ги взема и им купува защитни жилетки и средства за рехабилитация.
Членовете на бандата са: Джо Панц, Голямата мравка, Джони Оу, Ерик, Джи, Ейнджъл, Джуниър, Робърт и Батсо, най-старият, 75-годишен, член.